# Adalbert Johann Polsterer
Adalbert Johann Polsterer (* 18. Juni 1798 in Geisenfeld; † 6. Mai 1839 in Graz) war ein österreichischer Historiker, Journalist und Schriftsteller.

## Leben
Polsterer war Sohn eines Militärbeamten. Er kam mit seiner Familie 1805 nach Wien, 1807 nach Salzburg. Nachdem sein Vater verstorben war, ging er mit seiner Mutter nach Brünn, von dort 1809 an den Rhein und 1810 in die Niederlande. 1811 ließ sich die Familie in Graz nieder. In diesem Jahr wurde Polsterer am Grazer Gymnasium aufgenommen. 1819 begann er ein Studium der Rechtswissenschaft an der Grazer Hochschule. 1820 wurde er von einem Onkel an die Universität Padua geholt. Von dort aus bereiste er ganz Italien. 1821 kehrte er nach Graz zurück. Dort widmete er sich weiter dem Studium des Rechts, wechselte aber zum Studium der Geschichte. Seine Promotion zum Dr. phil. erfolgte schließlich 1825.
Polsterer vertrat von 1823 bis 1825 die Professur für Welt- und österreichische Geschichte und lehrte zudem Numismatik, Heraldik und Diplomatik an der Grazer Hochschule, an der er Mitglied der Philosophischen Fakultät wurde. 1825 absolvierte er eine zweite Italienreise, bevor er nach Wien ging. Nach Graz kehrte er für die Abfassung seiner Topographie der Stadt zurück. Am 1. November 1827 erhielt er eine Anstellung im k.k. Central-Bücher-Revisionsamt in Wien. Von dort übernahm er 1828 die Stelle als Lehrer und Reisebegleiter des Pianisten Sigismund Thalberg. 1835 erlitt er jedoch einen Blutsturz. Daraufhin musste er diese Stelle aufgeben.
Polsterer kehrte nach Graz zurück. Hier vertrat er 1836/1837 die Professur der Philosophie und Philosophiegeschichte. Allerdings musste er die Lehre rasch wieder aufgeben, da seine Gesundheit diesen Beruf nicht mehr zuließ. Er wurde daraufhin Chefredakteur der Grazer Zeitung sowie des Unterhaltungsblattes Der Aufmerksame. In diesen Ämtern starb er nach wenigen Jahren. Er war Ehrenmitglied des Musikvereins für Steiermark.

## Werke (Auswahl)
- Gräz und seine Umgebungen, historisch-topographisch-statistisch dargestellt, Damian, Graz 1827.
- Chariton: eine Sammlung gehaltvoller Stellen aus lateinischen, italiänischen, französischen, englischen und deutschen Dichtern mit den Übersetzungen der fremden Stellen in deutsche Sprache, Penz, Graz 1827.
- Hyères in der Provence, Beck, Wien 1834.